# Sycopsis
Genre
Classification phylogénétique
Sycopsis est un genre composé de quelques espèces de plantes à fleurs de la famille des Hamamélidacées, originaire d'Asie, Chine et Inde.
Nom chinois : 水丝梨属

## Description[1]
Les sycopsis sont des arbustes au feuillage persistant à floraison hivernale ou du début du printemps.
Les fleurs sont apétales. Elles comptent cinq à six sépales et cinq à dix étamines. Leur gynécées sont en grande partie supère.
Les sépales, caractéristique commune avec le genre Parrotia mais contrairement aux autres Hamamélidacées, sont réduits, non protecteurs de la fleur et en nombre irrégulier.
Le nombre de base de paires de chromosomes est de 18 (2n = 36).

## Distribution et habitat
Les espèces de Sycopsis sont originaires d'Asie tempérée : principalement de Chine, mais aussi du nord de l'Inde.
Elles croissent en zones montagneuses ou semi-montagneuses, principalement en milieu forestier, au sein d'espèces persistantes.
L'utilisation ornementale de l'espèce Sycopsis sinensis a étendu le genre à l'ensemble des pays à climat tempéré.

## Liste des espèces
La liste des espèces est issue des index IPNI (The International Plant Names Index), du jardin botanique du Missouri (Tropicos) et The Plant List à la date de février 2013, avec une recherche bibliographique sur la bibliothèque numérique Biodiversity Heritage Library. Les espèces conservées dans le genre sont en caractère gras :
- Sycopsis chungii F.P.Metcalf (1931) : voir Distylium chungii (Metcalfe) W.C.Cheng
- Sycopsis dunnii Hemsl. (1907) : voir Distyliopsis dunnii (J.H.Hemsl.) Endress
- Sycopsis formosana (Kaneh.) Kaneh. & Hatus. (1938) : voir Sycopsis sinensis subsp. formosana (Kaneh.) S.S.Ying
- Sycopsis griffithiana Oliv. (1860)
- Sycopsis laurifolia Hemsl. (1907) : voir Distyliopsis laurifolia (J.H.Hemsl.) Endress
- Sycopsis oblanceolata H.T.Chang (1948) : voir Distyliopsis tutcheri (J.H.Hemsl.) Endress
- Sycopsis philippinensis Hemsl. (1907) Espèce non étudiée ultérieurement : peut-être à reclasser dans le genre Distyliopsis
- Sycopsis pingpienensis Hu (1940) : voir Distylium pingpienense (Hu) E.Walker
- Sycopsis salicifolia H.L.Li & Walker (1944) : voir Distyliopsis salicifolia (H.L.Li & E.Walker) Endress
- Sycopsis sinensis Oliv. (1890) - synonyme : Distylium formosanum Kaneh.
  - Sycopsis sinensis subsp. formosana (Kaneh.) S.S.Ying (1988)
  - Sycopsis sinensis var. integrifolia Diels (1900)
- Sycopsis triplinervia H.T.Chang (1960)
- Sycopsis tutcheri Hemsl. (1907) : voir Distyliopsis tutcheri (J.H.Hemsl.) Endress
- Sycopsis yunnanensis H.T.Chang (1961) : voir Distyliopsis yunnanensis (H.T.Chang) C.Y.Wu

## Historique et position taxinomique
En 1860, Daniel Oliver décrit ce genre à partir d'un échantillon collecté par William Griffith en Inde. Cet échantillon, espèce-type du genre, a été dédié à son collecteur : Sycopsis griffithiana.
En 1970, Peter K. Endress, en créant le genre Distyliopsis, y déplace la majorité des espèces existant dans le genre Sycopsis.
Ce genre est réorganisé en 1973 en deux sous-genres par Hung-Ta Chang :
- Sycopsis lui-même décomposé en deux sections : Brevitubus et Longitubus
- Metasycopsis

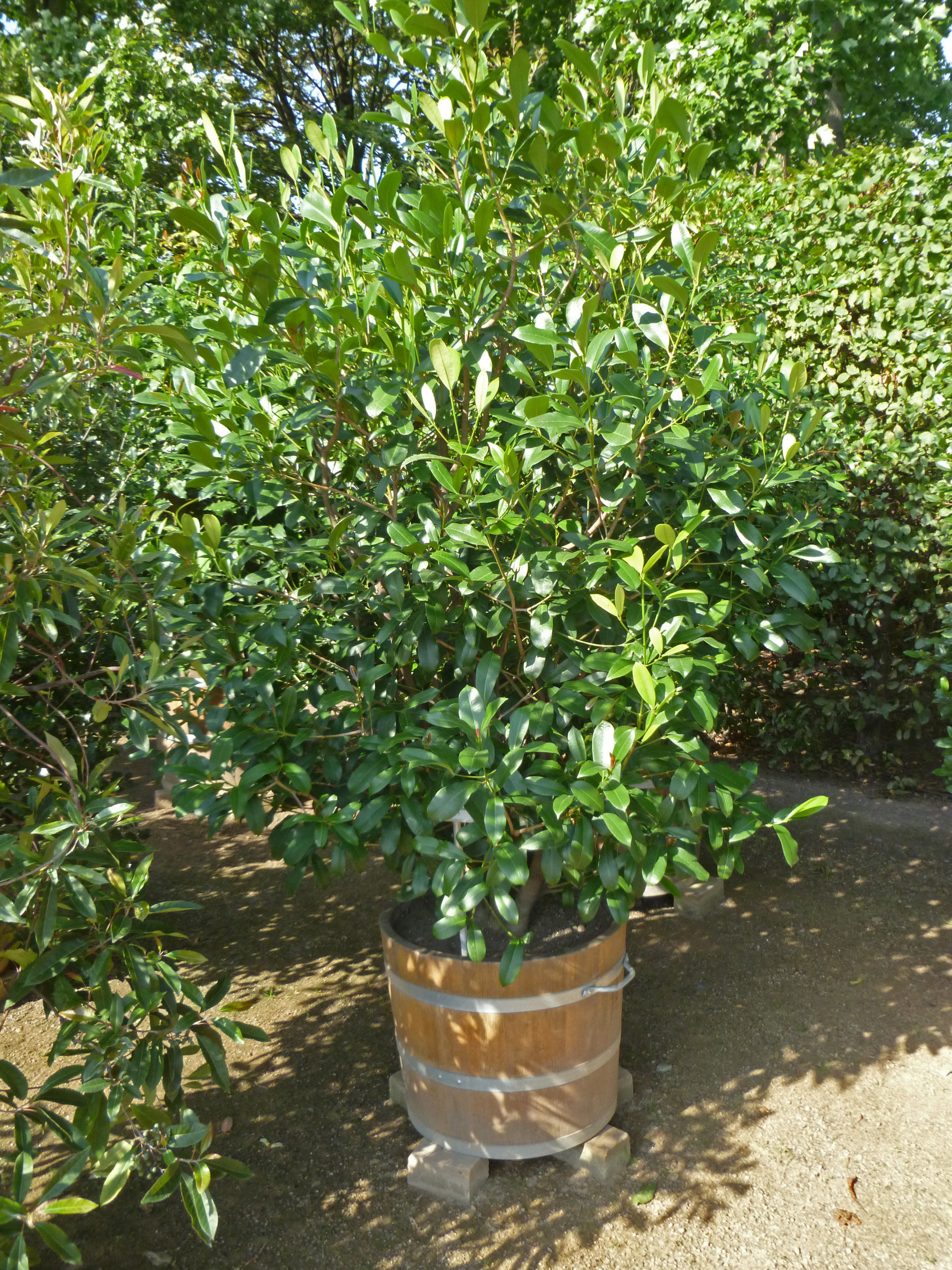
Plante
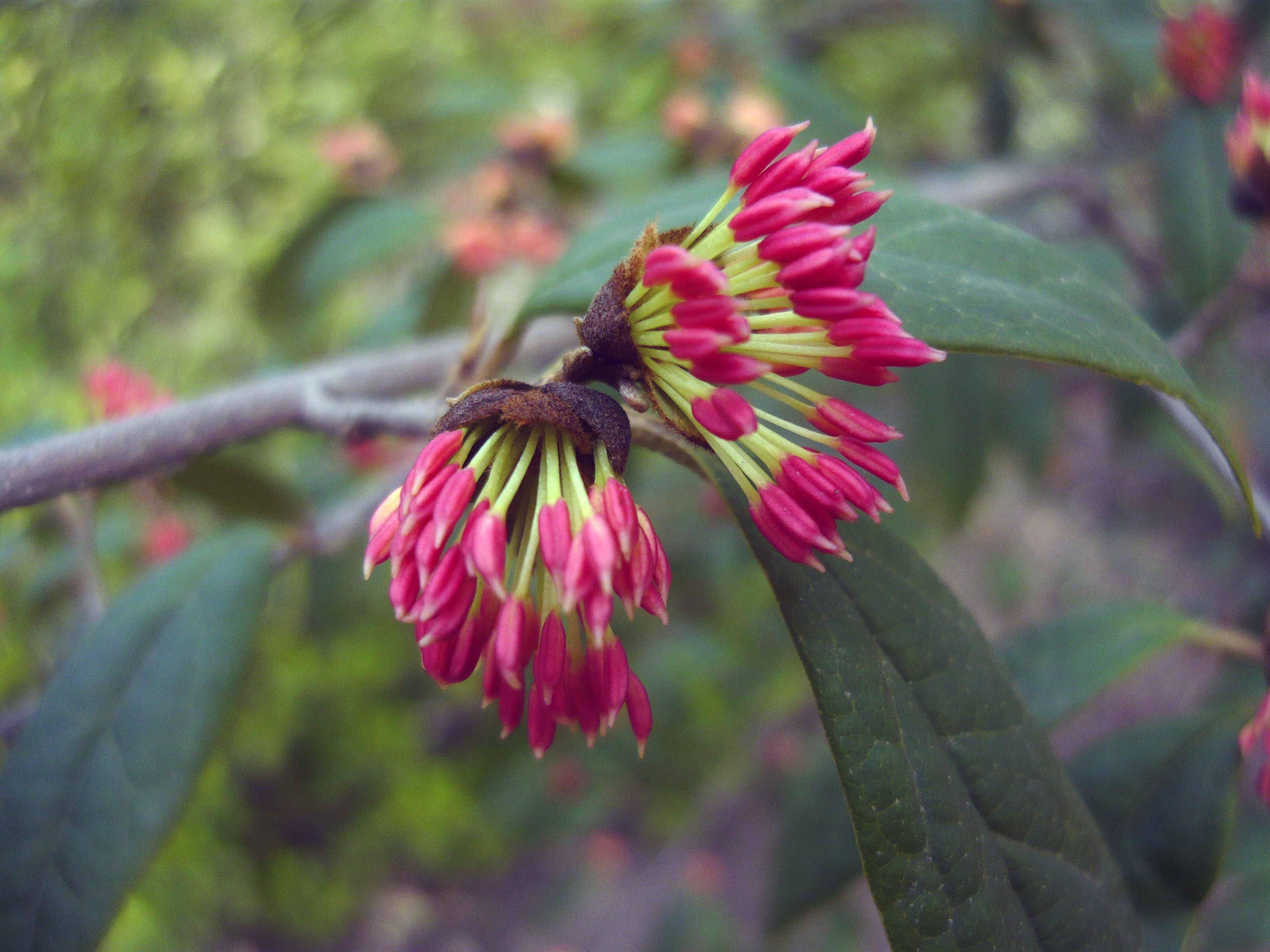
Fleurs
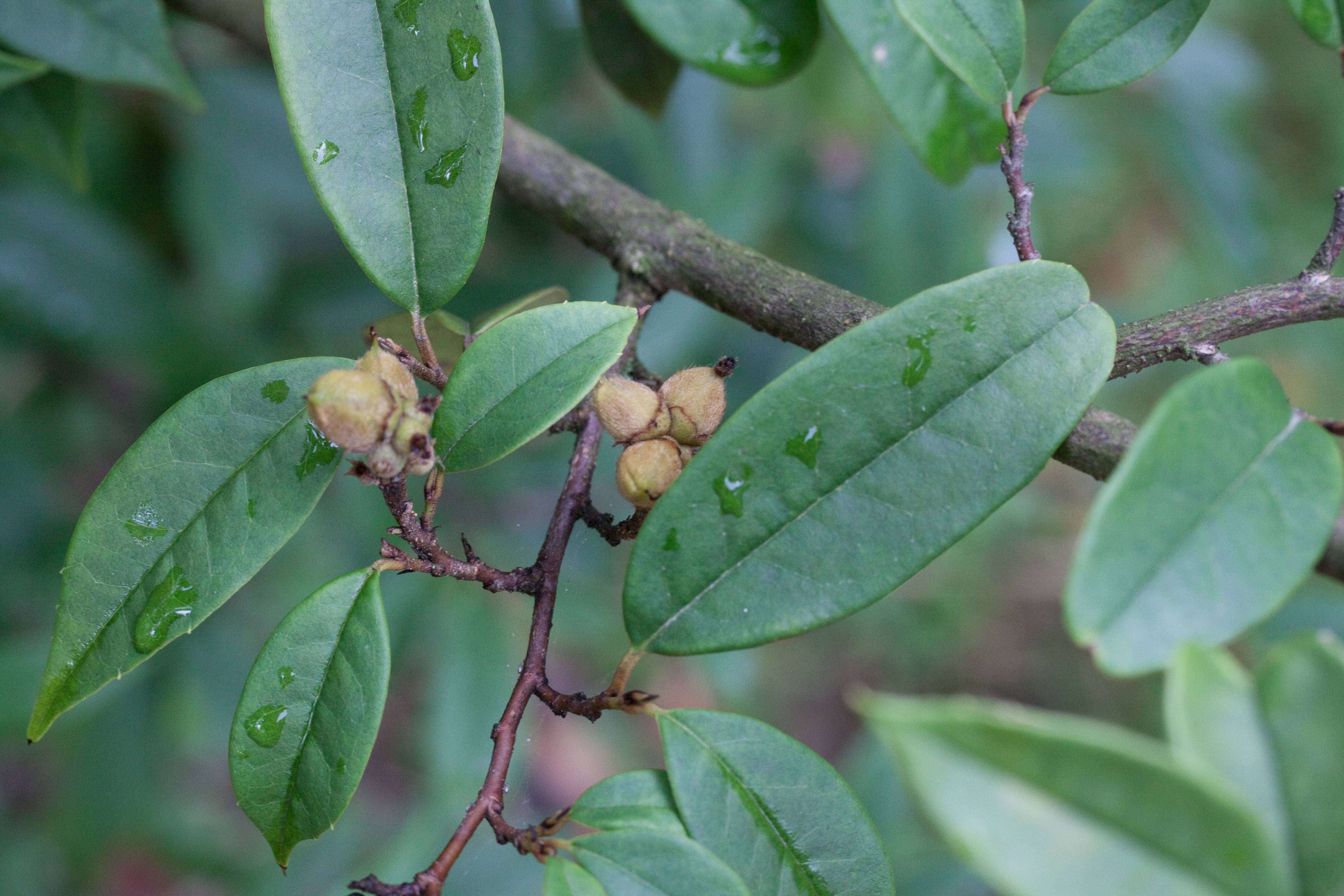
Jeunes graines